# Список ігор серії «Sonic the Hedgehog»
Sonic the Hedgehog (яп. ソニック・ザ・ヘッジホッグ, Сонікку дза Хедзіхоггу) - серія відеоігор у жанрі платформер, а також торгова марка, що базується на цій серії й належить японській компанії Sega. Перша гра, що дала згодом назву серії, вийшла влітку 1991 року. На цю мить основна консольна серія налічує п'ятнадцять ігор, дія яких відбувається у світі її головного персонажа – їжака Соніка. Крім основної лінійки, існує також ряд спінофів, що включають жанри спортивного симулятора, рольових ігор, автосимуляторів, файтингів та інших. Основним розробником ігор виступає студія Sonic Team, тоді як побічні проєкти часто доручаються стороннім компаніям.
Серія Sonic the Hedgehog є найуспішнішим франчайзингом видавництва Sega. Багато її проєктів неодноразово перевидавались і виходили як компіляцій. На листопад 2014 було продано понад 150 мільйонів копій ігор.

## Спінофи

### Аркадні автомати
У цьому розділі наведено ігри серії, розроблені для аркадних автоматів. У розділ не включені ігри, спочатку випущені на інших платформах, але пізніше портовані на аркадні автомати.

### СеріяSega Superstars
Sega Superstars — серія відеоігор-кросоверів між різними франшизами компанії Sega. Персонажі та локації всесвіту Sonic the Hedgehog представлені у всіх проектах серії, а починаючи з Sonic & Sega All-Stars Racing слово Sonic є у назвах ігор даної лінійки.

### СеріяRiders
Ігри серії Sonic Riders виконані у жанрі симулятора перегонів на аеродошках.

### СеріяStorybook
Відмінною рисою ігор серії Storybook є те, що їхні дії розгортаються у світах, що ґрунтуються на літературних творах, таких як «Тисяча й одна ніч» або артурівські легенди.

### СеріяMario & Sonic
Mario & Sonic – серія відеоігор-кросоверів між всесвітами Mario та Sonic the Hedgehog. Всі ігри серії присвячені Олімпійським іграм і є колекцією різних спортивних змагань.

### СеріяBoom
Ігри серії Sonic Boom засновані на однойменному мультсеріалі, і розгортаються в альтернативному світі, відмінному від всесвіту інших ігор.

### Ігри для мобільних пристроїв
У цьому розділі наведено ігри серії, розроблені для мобільних телефонів або пристроїв під керуванням iOS та Android. У розділі не включені ігри, спочатку випущені на інших платформах, але пізніше портовані на мобільні пристрої, а також ігри, які вже входять до якоїсь окремої серії (наприклад, Sonic at the Olympic Games або Sonic Dash 2: Sonic Boom).

## Збірки
У розділі наведено видання, що містять кілька ігор, які продаються як єдиний продукт.